# 우리는 동물원을 샀다
《우리는 동물원을 샀다》(We Bought a Zoo)는 2011년 공개된 미국의 영화이다.

## 줄거리
아내를 잃고 슬픔에 잠긴 벤자민 미는 학교에서 퇴학당한 10대 아들 딜런과 7살 딸 로지와 함께 새로운 시작을 하기로 결심한다. 부동산 중개인과 여러 집을 보러 다니던 중, 로지가 마음에 들어한 오래된 저택을 발견하고, 벤자민은 그 집과 함께 딸린 폐장된 동물원을 함께 구매하게 된다. 아들의 반대에도 불구하고 벤자민은 동물원 재개장을 위해 동물원 관리인 켈리 포스터를 비롯한 직원들과 함께 동물원을 수리하기 시작한다. 
동물원 재개장을 위한 노력에도 불구하고, 엄격한 동물원 검열관의 갑작스러운 방문으로 10만 달러가 넘는 수리비가 필요하다는 사실이 밝혀지면서 동물원은 매각될 위기에 처한다. 딜런은 새로운 환경에 적응하지 못하고 켈리의 사촌 릴리와 가까워지지만, 동물원이 매각될지도 모른다는 소문으로 인해 갈등을 겪는다. 
벤자민은 아내가 남긴 투자 계좌를 발견하고, 그 돈을 동물원 수리에 쓰기로 결심한다. 딜런과 격렬하게 다툰 후, 벤자민은 아내를 잊고 새로운 시작을 하려는 대신, 그녀가 항상 자신의 일부라는 것을 받아들이기로 한다. 딜런 역시 아버지의 조언을 받아 릴리에게 자신의 마음을 고백하고 화해한다. 
동물원 재개장 직전, 검열관은 마지막 검사를 통과시켜주지만, 폭우로 인해 재개장 행사가 무산될 위기에 처한다. 다행히 날씨가 개고, 많은 사람들이 찾아오지만, 쓰러진 나무로 인해 길이 막혀 관람객이 오지 못한다. 직원들의 도움으로 관람객들은 나무를 넘어올 수 있었고, 예상보다 많은 관람객이 찾아와 티켓이 매진된다. 벤자민과 켈리는 함께 티켓을 구하러 가다 서로의 마음을 확인하고 키스한다. 
벤자민은 아내 캐서린을 처음 만났던 식당에서 아들과 딸에게 "20초의 용기"를 내어 아내에게 말을 걸었던 이야기를 들려준다. 그리고 그는 아내의 환영을 보며 왜 자신과 같은 사람에게 말을 걸었냐고 묻고, 아내는 "왜 안되는데?"라고 답한다.

## 출연

### 주연
- 맷 데이먼
- 스칼렛 요한슨

### 조연
- 엘 패닝
- 토마스 헤이든 처치
- 패트릭 후짓
- 앵거스 맥페이든
- 콜린 포드
- 니콜 앤드류스
- 매기 엘리자베스 존스
- 에릭 차베리아
- 카라 갤로
- 스테파니 스조스택
- 존 마이클 히긴즈
- 데시 리딕
- 피터 리거트
- 래리 유덴
- 더스틴 이바라
- L.J. 베넷
- 릴리 레인스
- 마이클 파네스
- 샤나 바렛
- 데이빗 더스틴 케니언
- 토드 스탠턴
- 샨텔레 베리
- 마이키 켈치
- 가브리엘 라이델-주겐스
- 앙트완 윌리엄스
- 케이트 예브스
- J. B. 스무브
- 킴 휘틀리
- 로렌 산체스
- 앨리스 마리 크라운
- 머숀드 리
- 벤자민 미
- 자니 시코
- 크리스탈 더 몽키
- 티모시 TJ 제임스 드리스콜
- 조지 F. 왓슨

## 기타
- 공동제작: 마크 고든
- 미술: 클레이 A. 그리피스
- 의상: 데보라 린 스콧
- 배역: 게일 레빈

## 제작
2009년 2월 폭스 원작의 영화 판권을 구입하여 줄리 욘이 제작했다. 2009년 6월 엘라인 브로시 매케나가 각본화를 담당하는 것이 결정되었다. 2010년 3월, 캐머런 크로가 각본과 감독을 검토하고 있다고 보도되었고, 2010년 5월 정식 감독에 오른 것이 발표되었으며, 각본 또한 참여하게 되었음을 발표되었다. 2010년 6월에 맷 데이먼의 출연이 결정되었다. 2010년 11월 켈리 포스터 역에 스칼렛 요한슨, 에이미 애덤스, 메리 엘리자베스 윈스티드, 레이철 매캐덤스가 후보에 올랐다고 보도되었으며, 보도 며칠 후 요한슨의 출연이 확정되었다. 토머스 헤이든 처치는 2010년 10월, 엘 패닝과 패트릭 후짓은 2010년 11월에 각각 출연하는 것이 알려졌다.
촬영은 2011년 1월에 캘리포니아 사우전드 오크스에서 50일간의 일정으로 시작되었다.